# Brookfield Zoo
Il Brookfield Zoo è un parco zoologico situato nel sobborgo di Chicago di Brookfield, inaugurato il 1º luglio del 1934, guadagnandosi subito il riconoscimento internazionale per l'utilizzo di fossati, per dividere il pubblico dagli animali, al posto delle gabbie.
Lo zoo si estende per una superficie di circa 87 ettari, ospitando circa 450 diverse specie animali. Questo zoo è stato il primo, negli Stati Uniti ad ospitare esemplari di Panda Gigante; uno dei quali (Su Lin) è ora esposto in un diorama al Field Museum. Nel 1960, il Brookfield Zoo, ha costruito la prima esposizione di delfini degli Stati Uniti interamente al coperto; nel 1980, lo zoo ha introdotto la sezione Tropic World, la prima riproduzione di foresta pluviale interamente al coperto e allora la più grande esibizione zoologica al coperto del mondo. Lo Zoo è di proprietà del Cook County Forest Preserve District ed è gestito dalla Società Zoologica di Chicago, che tra l'altro finanzia progetti di tutela ambientali a livello mondiale.

## Storia
Nel 1919, Edith Rockefeller McCormick donò alla Cook County Forest Preserve District la proprietà che aveva ricevuto dal padre come regalo di nozze, per la creazione di un parco zoologico. Il distretto vi aggiunse quindi 400 000 metri quadrati e nel 1920 fu fondata la Società Zoologica di Chicago (Chicago Zoological Society). I lavori di costruzione non iniziarono sino al 1926 e proseguirono a rilento a causa della grande depressione; riprendendo con vigore verso alla fine del 1931 fino a quando nel 1º luglio 1934 fu aperto. Alla fine di quello stesso anno i visitatori arrivarono ad oltre un milione, raggiungendo i quattro milioni solo due anni dopo.
Nel 1950 vi fu aggiunto uno studio veterinario, lo Zoo dei bambini e la famosa fontana centrale. Negli anni sessanta lo zoo ha attraversato un momento di profonda crisi che venne superata grazie ad un prestito obbligazionario di grandi proporzioni da parte del Forest Preserve District che lo ha rilanciato facendolo diventare uno dei più importanti degli Stati Uniti. Tra il 1982 e il 1984 venne aperta in tre fasi (Sud America; Asia e Africa) la sezione Tropic World su progetto dell'architetto francese Pierre Venoa.
Nel corso del XXI secolo lo zoo ha conosciuto una grande crescita, che ha portato alla costruzione di un habitat per i lupi, nuovi ristoranti e la più grande giostra mai restaurata ed intagliata a mano dell'America. Nel 2010 fu inaugurato il nuova habitat per gli orsi. Alcuni degli edifici già presenti furono reimpostati in zone di immersione in diversi ambienti come: Il deserto Nord-Africano, la savana, l'Australia e la foresta pluviale.

## Galleria d'immagini

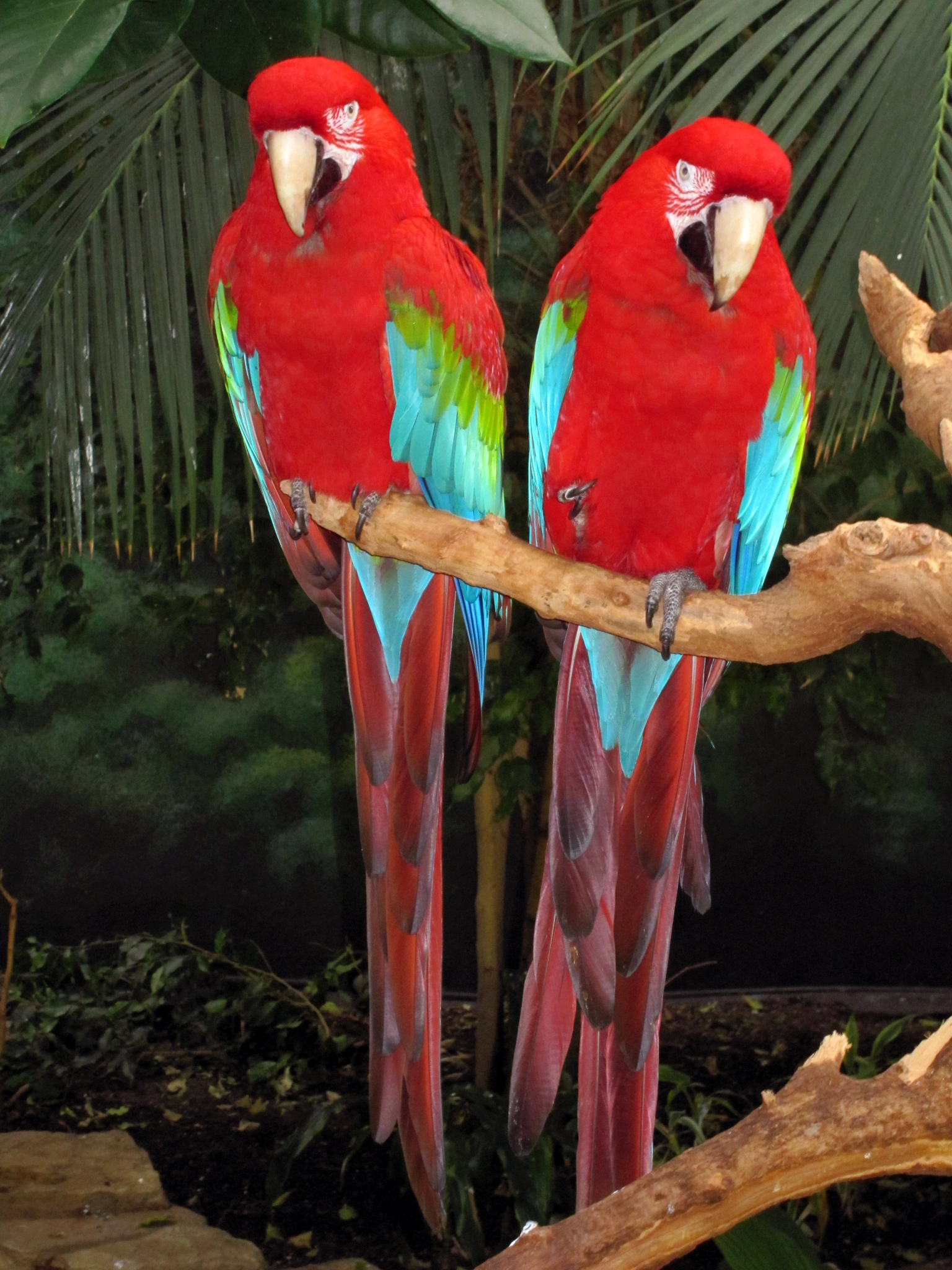
Coppia di ara
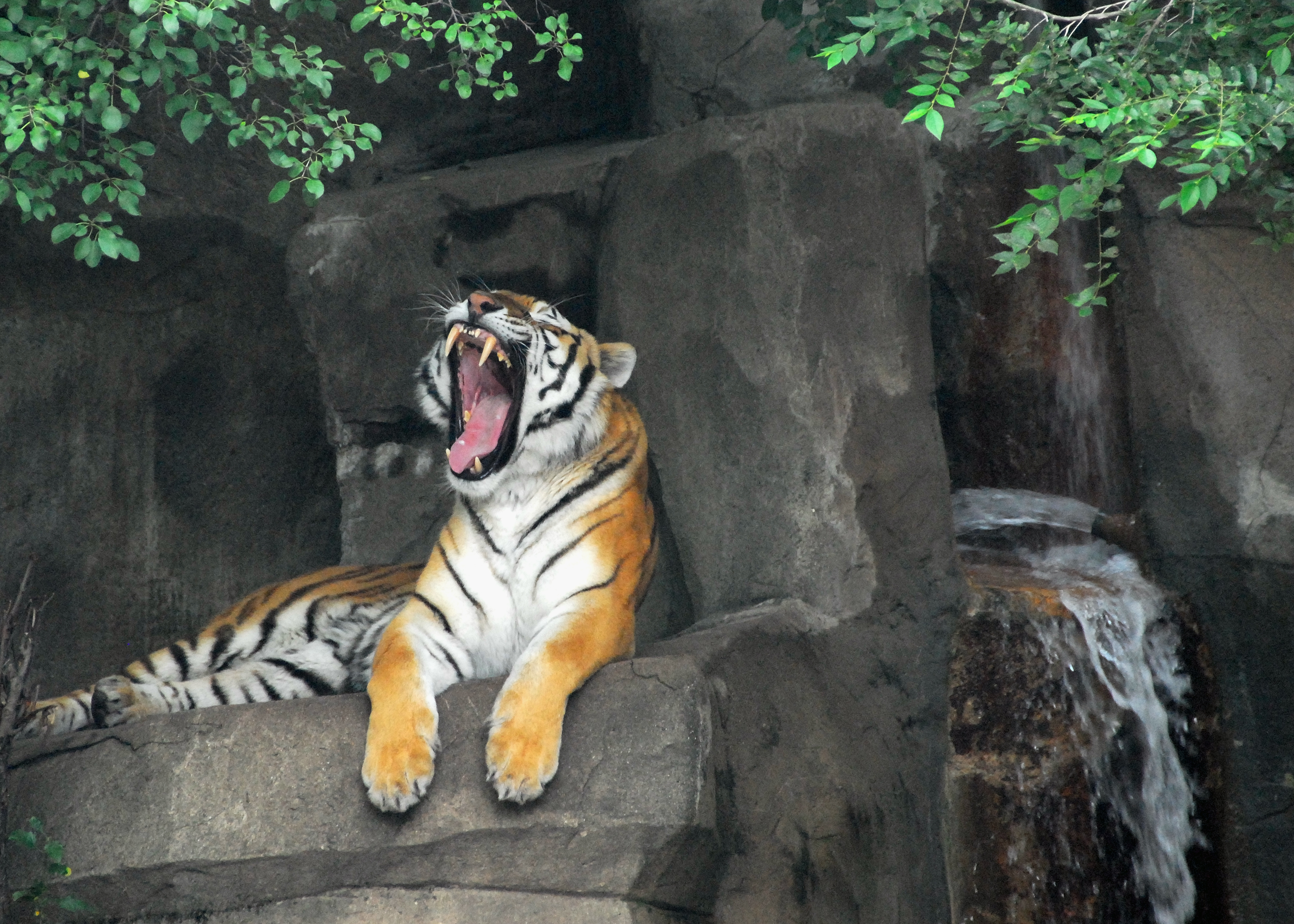
Una tigre
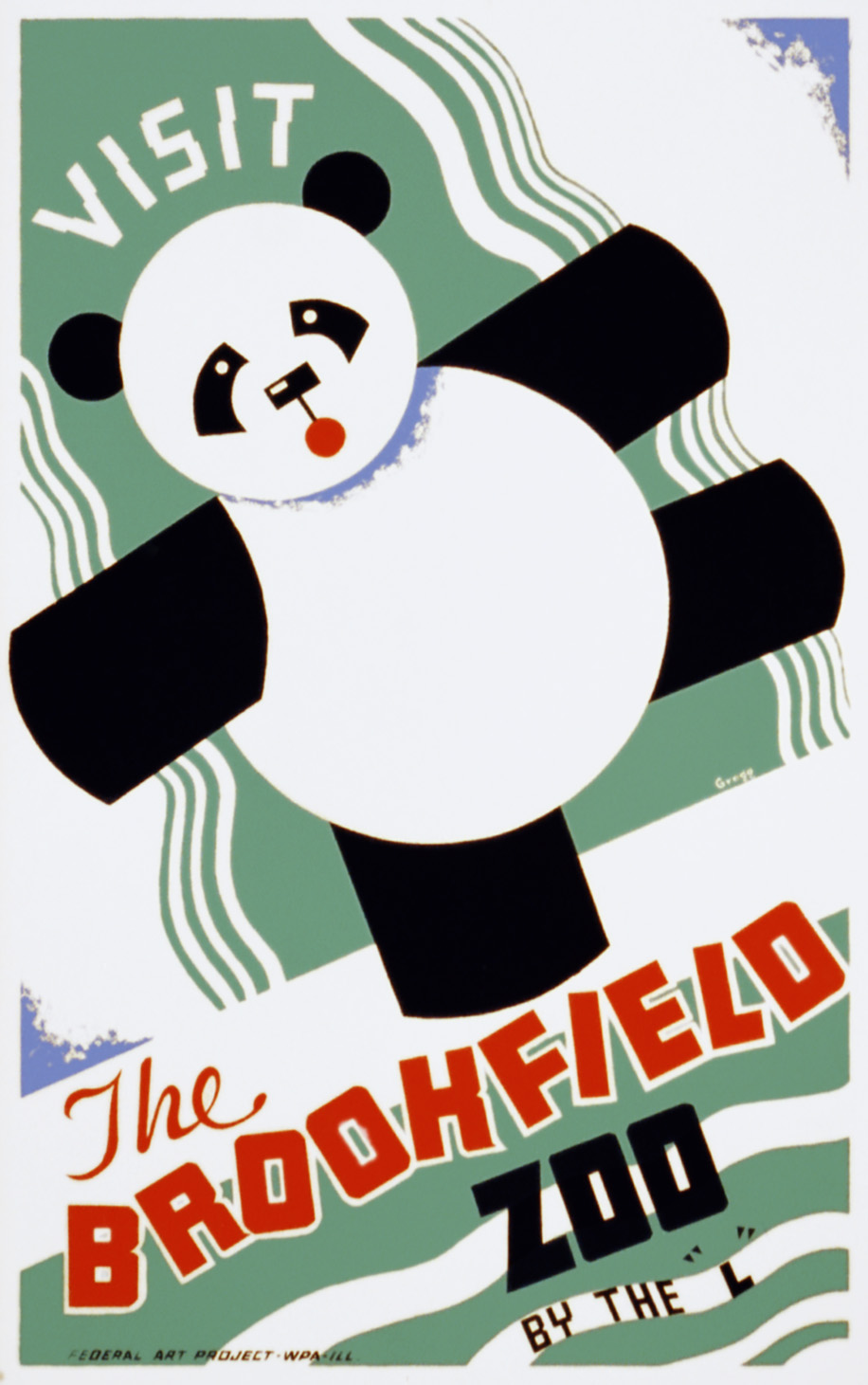
Vecchia locandina
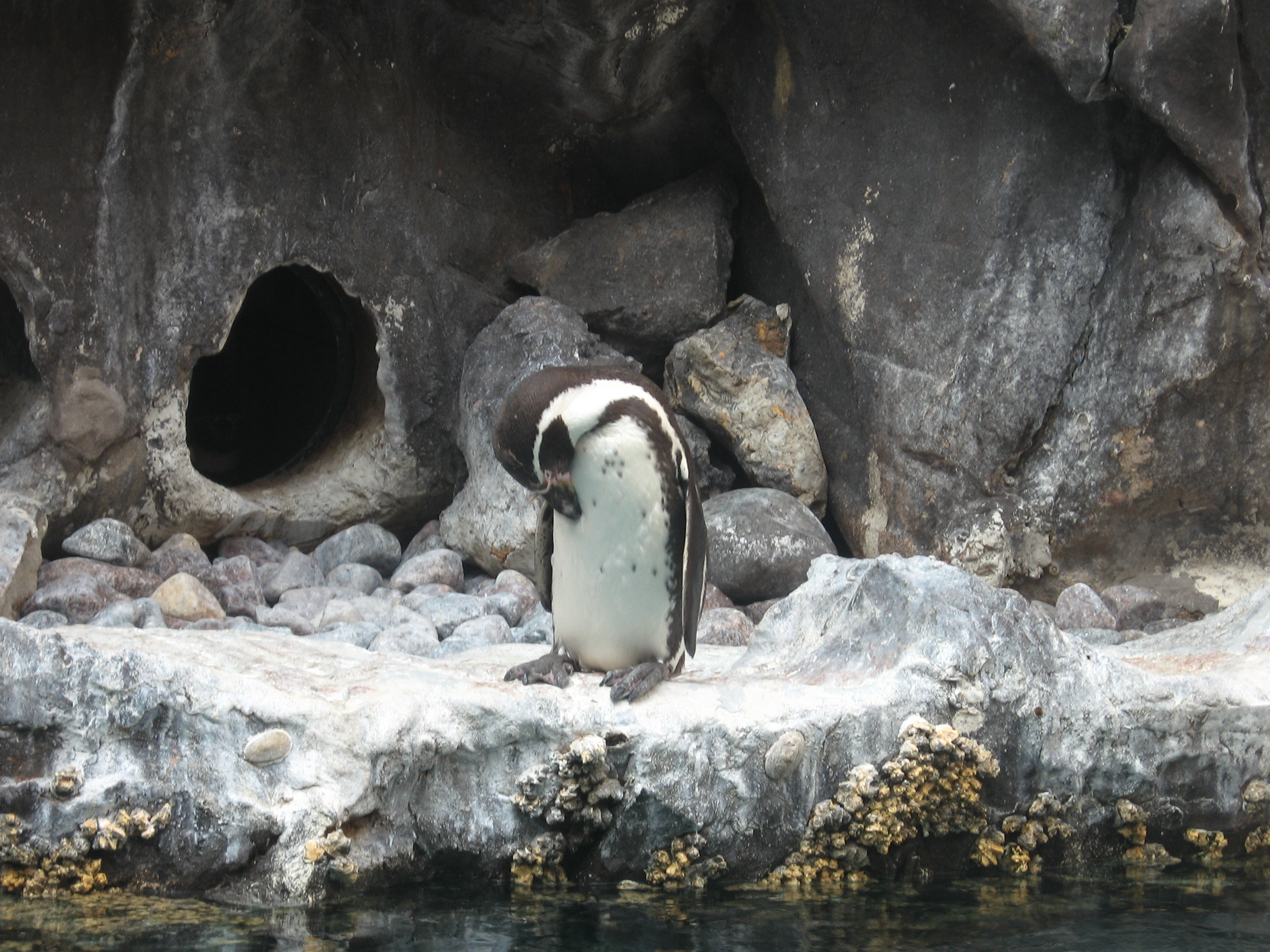
Uno dei pinguini
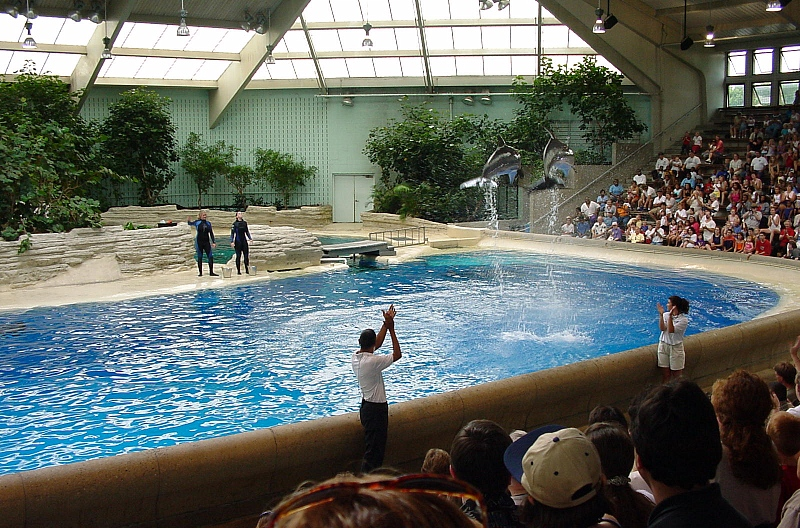
Il delfinario
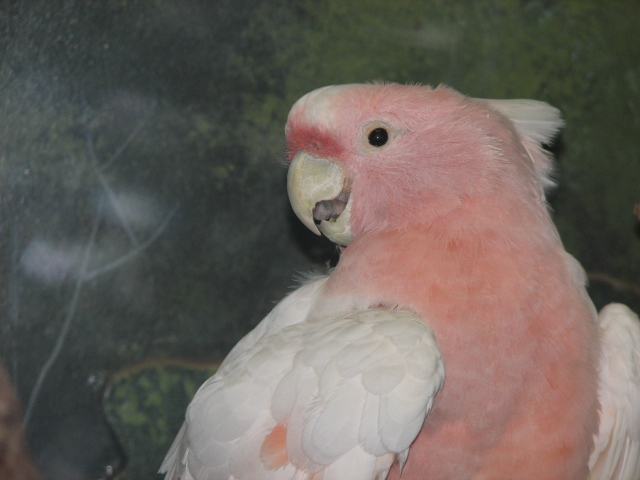
Il famoso Cookie, un esemplare di Cacatua leadbeateri, di 81 anni (nato nel 1933).